# Łęknica
Łęknica [wɛŋkˈnit͡sa], 1945–1946 Lubanica, högsorbiska: Wjeska, tyska: Lugknitz, är en stad i västra Polen, vid floden Lausitzer Neisse. Staden utgör administrativt en stadskommun i distriktet Powiat żarski i Lubusz vojvodskap, med 2 592 invånare år 2014.
I Łęknica finns Unescovärldsarvet Muskauparken, vars polska del ligger i staden. Den tyska delen av parken ligger i staden Bad Muskau, på andra sidan gränsbron över Lausitzer Neisse.